# Еньо Манолов
Еньо Манолов е български общественик.

## Биография
Роден е през 1881 г. в град Първомай. Завършва гимназията „Княз Александър I“ в Пловдив. По-късно учи в Юридическия факултет на Софийския университет. Кмет е на Пловдив между 18 април 1929 г. и 6 април 1932 г. Бил е председател на Адвокатския съвет. През 1953 г. заживява в София.